# Hemiechinus auritus
Hemiechinus auritus é uma espécie de insetívoro da família Erinaceidae. Pode ser encontrado da região oriental do Mediterrâneo, e sudoeste da Ásia ao oeste do Paquistão e Mongólia.